# Minuartia tricostata
Minuartia tricostata är en nejlikväxtart som beskrevs av A.P. Khokhryakov. Minuartia tricostata ingår i släktet nörlar, och familjen nejlikväxter. Inga underarter finns listade i Catalogue of Life.